# Dorheim (Friedberg)
Dorheim ist ein Stadtteil von Friedberg (Hessen) im hessischen Wetteraukreis.

## Geografische Lage

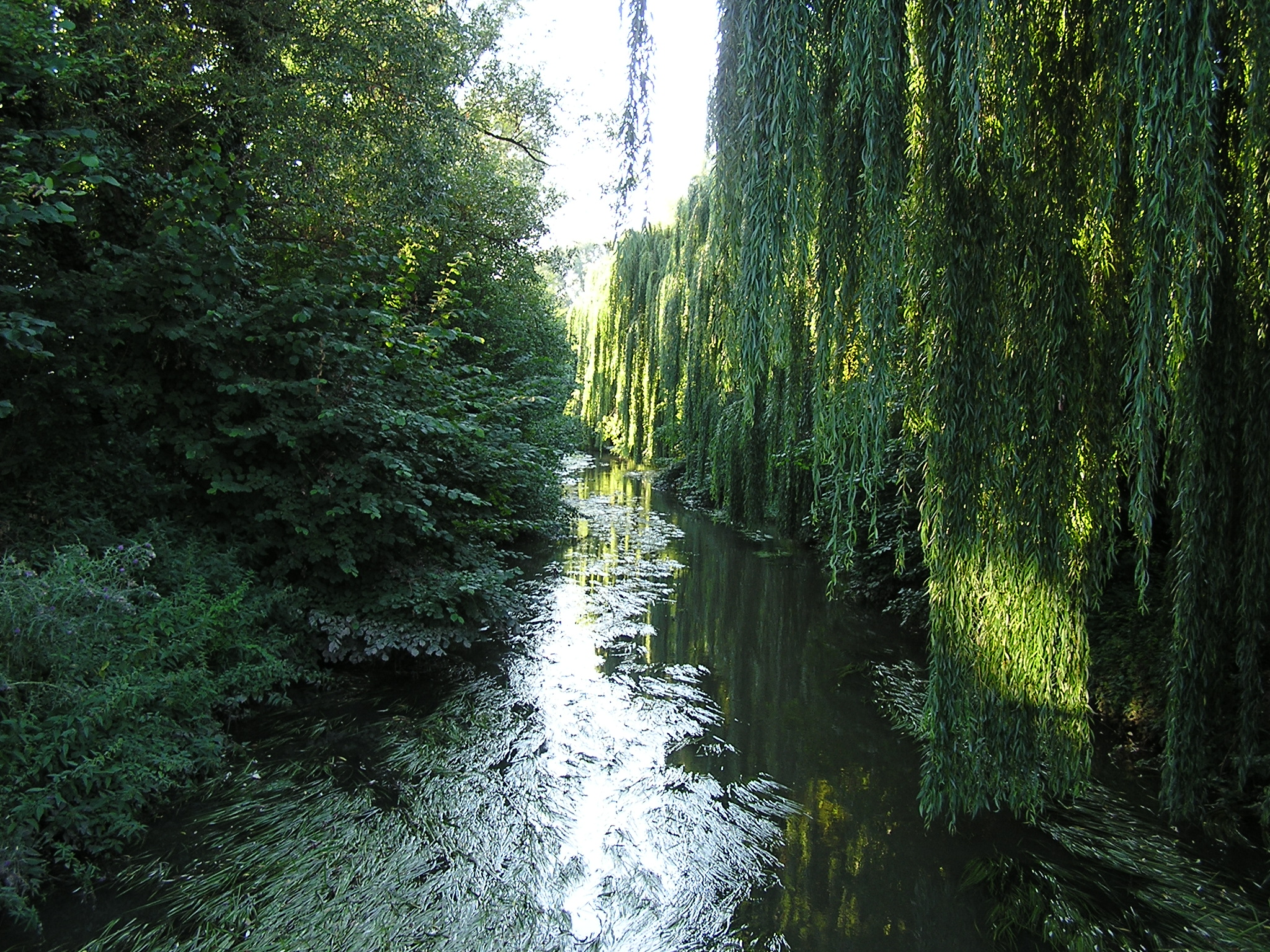
Die Wetter bei Dorheim

Der Ort liegt zwei Kilometer nordöstlich von Friedberg in der Wetterau an der Wetter auf einer Höhe von 130 m über NN.

## Geschichte

### Mittelalter
Das Dorf Dorheim gehörte zur Herrschaft Hagen-Münzenberg und war nach dem Tod von Ulrich II. von Münzenberg 1255 Bestandteil der Münzenberger Erbschaft. Es fiel als Allod zunächst an die Herren von Falkenstein. Nach deren Aussterben wurde es 1418 an die Herren von Eppstein vererbt. Diese starben 1535 ebenfalls aus. Dorheim wurde an die Grafen von Stolberg vererbt. Diese verpfändeten das Dorf 1572 und verkauften es 1578 endgültig an die Grafschaft Hanau-Münzenberg. Dort wurde es 1597 in das neu gebildete Amt Dorheim integriert.
1338 wurde für Dorheim eine Kapelle gestiftet, zugleich trennte sich die Dorheimer Gemeinde von der Mutterkirche auf dem Johannisberg bei Nauheim. 1360 wird ein Pfarrer erwähnt. Das Kirchenpatronat war ein Lehen des Klosters Fulda, zunächst an die Waise von Fauerbach, ab 1558 an die Rau von Holzhausen. Kirchliche Mittelbehörde war das Archidiakonat von St. Maria ad Gradus in Mainz, Dekanat Friedberg. Die zuständige Diözese war das Erzbistum Mainz.

### Neuzeit
In der Grafschaft Hanau-Münzenberg wurde Mitte des 16. Jahrhunderts nach und nach die Reformation eingeführt. Dies geschah zunächst im lutherischen Sinn. In einer „zweiten Reformation“ wurde die Konfession erneut gewechselt: Graf Philipp Ludwig II. verfolgte ab 1597 eine entschieden reformierte Kirchenpolitik. Er machte vom Jus reformandi, seinem Recht als Landesherr, Gebrauch, die Konfession seiner Untertanen zu bestimmen, und setzte dies für die Grafschaft Hanau-Münzenberg weitgehend als verbindlich durch, so auch in Dorheim. Kirchliche Oberbehörde war nun das Konsistorium in Hanau.
Wie in der übrigen Grafschaft Hanau-Münzenberg wurde auch hier seit der Wende vom 16. zum 17. Jahrhundert das Solmser Landrecht zum Gewohnheitsrecht. Das Gemeine Recht galt nur, wenn Regelungen des Solmser Landrechts für einen Sachverhalt keine Bestimmungen enthielten. Das Solmser Landrecht blieb auch im 19. Jahrhundert geltendes Recht, auch in kurhessischer und großherzoglich hessischer Zeit. Erst das Bürgerliche Gesetzbuch vom 1. Januar 1900, das einheitlich im ganzen Deutschen Reich galt, setzte das alte Partikularrecht weitgehend außer Kraft.
Nach dem Tod des letzten Hanauer Grafen, Johann Reinhard III., 1736 erbte Landgraf Friedrich I. von Hessen-Kassel aufgrund eines Erbvertrages aus dem Jahr 1643 die Grafschaft Hanau-Münzenberg und damit auch Dorheim. 1803 wurde die Landgrafschaft Hessen-Kassel zum Kurfürstentum Hessen erhoben. Während der napoleonischen Zeit stand das Amt Dorheim ab 1806 unter französischer Militärverwaltung, gehörte 1807–1810 zum Fürstentum Hanau, und dann von 1810 bis 1813 zum Großherzogtum Frankfurt, Departement Hanau. Anschließend fiel es wieder an das Kurfürstentum Hessen zurück. Nach der Verwaltungsreform des Kurfürstentums Hessen von 1821, im Rahmen derer Kurhessen in vier Provinzen und 22 Kreise eingeteilt wurde, ging das Amt Dorheim im neu gebildeten Kreis Hanau auf. Erhalten blieb ein eigenständiger Gerichtsbezirk mit dem Justizamt Dorheim. Dieses wurde 1847 nach (Bad) Nauheim verlegt. Nach dem verlorenen Krieg von 1866 annektierte das Königreich Preußen das Kurfürstentum Hessen. Allerdings wurde das Amt Dorheim im Friedensvertrag vom 3. September 1866 von Preußen in einem Gebietstausch an das Großherzogtum Hessen (Hessen-Darmstadt) weitergegeben, von dessen Gebiet es vollständig umgeben war. Dort wurde das Dorf Dorheim in den Kreis Friedberg eingegliedert, der zur Provinz Oberhessen gehörte.
Im Zuge der Gebietsreform in Hessen wurde sie Gemeinde Dorheim am 1. August 1972 kraft Landesgesetz in die Stadt Friedberg eingemeindet.

### Verwaltungsgeschichte im Überblick
Die folgende Liste zeigt die Staaten und Verwaltungseinheiten, denen Dorheim angehört(e):
- 775: Wettereiba (in pago Wetdereiba in Doricheimer marca)
- vor 1803: Heiliges Römisches Reich, Landgrafschaft Hessen-Kassel, Grafschaft Hanau-Münzenberg, Amt Dorheim
- ab 1803: Heiliges Römisches Reich, Kurfürstentum Hessen, Fürstentum Hanau, Amt Dorheim[Anm. 2]
- ab 1806–1810: Kaiserreich Frankreich,[Anm. 3] Fürstentum Hanau, Amt Dorheim (Militärverwaltung)
- ab 1810–1813: Großherzogtum Hessen,[Anm. 4] Fürstentum Oberhessen, Amt Dorheim
- ab 1816: Kurfürstentum Hessen,[Anm. 5] Fürstentum Hanau, Amt Dorheim
- ab 1821: Kurfürstentum Hessen, Provinz Hanau, Kreis Hanau[Anm. 6]
- ab 1848: Kurfürstentum Hessen, Bezirk Hanau
- ab 1851: Kurfürstentum Hessen, Provinz Hanau, Landkreis Hanau
- ab 1866: Königreich Preußen,[Anm. 7] Regierungsbezirk Kassel
- ab 1867: Norddeutscher Bund,[Anm. 8] Großherzogtum Hessen (durch Teilungsvertrag), Provinz Oberhessen, Kreis Friedberg
- ab 1871: Deutsches Reich, Großherzogtum Hessen, Provinz Oberhessen, Kreis Friedberg
- ab 1918: Deutsches Reich (Weimarer Republik), Volksstaat Hessen, Provinz Oberhessen, Kreis Friedberg
- ab 1938: Deutsches Reich, Volksstaat Hessen, Landkreis Friedberg[9][Anm. 9]
- ab 1945: Amerikanische Besatzungszone,[Anm. 10] Groß-Hessen, Regierungsbezirk Darmstadt, Landkreis Friedberg
- ab 1946: Amerikanische Besatzungszone, Land Hessen, Regierungsbezirk Darmstadt, Landkreis Friedberg
- ab 1949: Bundesrepublik Deutschland, Land Hessen, Regierungsbezirk Darmstadt, Landkreis Friedberg
- ab 1972: Bundesrepublik Deutschland, Land Hessen, Regierungsbezirk Darmstadt, Wetteraukreis, Stadt Friedberg[Anm. 11]

## Bevölkerung
Einwohnerstruktur 2011
Nach den Erhebungen des Zensus 2011 lebten am Stichtag dem 9. Mai 2011 in Dorheim 2334 Einwohner. Darunter waren 138 (5,9 %) Ausländer.
Nach dem Lebensalter waren 381 Einwohner unter 18 Jahren, 1005 zwischen 18 und 49, 504 zwischen 50 und 64 und 444 Einwohner waren älter. Die Einwohner lebten in 1014 Haushalten. Davon waren 309 Singlehaushalte, 294 Paare ohne Kinder und 194 Paare mit Kindern, sowie 93 Alleinerziehende und 27 Wohngemeinschaften. In 201 Haushalten lebten ausschließlich Senioren und in 681 Haushaltungen lebten keine Senioren.
Einwohnerentwicklung
| Dorheim: Einwohnerzahlen von 1834 bis 2022 | Dorheim: Einwohnerzahlen von 1834 bis 2022 | Dorheim: Einwohnerzahlen von 1834 bis 2022 | Dorheim: Einwohnerzahlen von 1834 bis 2022 | Dorheim: Einwohnerzahlen von 1834 bis 2022 |
| --- | ------------------------------------------ | ------------------------------------------ | ------------------------------------------ | ------------------------------------------ |
| Jahr |                                            |                                            |                                            | Einwohner                                  |
| 1834 | 1834                                       |                                            | 680                                        | 680                                        |
| 1840 | 1840                                       |                                            | 688                                        | 688                                        |
| 1846 | 1846                                       |                                            | 694                                        | 694                                        |
| 1852 | 1852                                       |                                            | 716                                        | 716                                        |
| 1858 | 1858                                       |                                            | 747                                        | 747                                        |
| 1864 | 1864                                       |                                            | 767                                        | 767                                        |
| 1871 | 1871                                       |                                            | 709                                        | 709                                        |
| 1875 | 1875                                       |                                            | 699                                        | 699                                        |
| 1885 | 1885                                       |                                            | 785                                        | 785                                        |
| 1895 | 1895                                       |                                            | 905                                        | 905                                        |
| 1905 | 1905                                       |                                            | 1.120                                      | 1.120                                      |
| 1910 | 1910                                       |                                            | 1.103                                      | 1.103                                      |
| 1925 | 1925                                       |                                            | 1.213                                      | 1.213                                      |
| 1939 | 1939                                       |                                            | 1.352                                      | 1.352                                      |
| 1946 | 1946                                       |                                            | 1.881                                      | 1.881                                      |
| 1950 | 1950                                       |                                            | 1.987                                      | 1.987                                      |
| 1956 | 1956                                       |                                            | 2.040                                      | 2.040                                      |
| 1961 | 1961                                       |                                            | 2.083                                      | 2.083                                      |
| 1967 | 1967                                       |                                            | 2.174                                      | 2.174                                      |
| 1970 | 1970                                       |                                            | 2.164                                      | 2.164                                      |
| 1980 | 1980                                       |                                            | ?                                          | ?                                          |
| 1990 | 1990                                       |                                            | ?                                          | ?                                          |
| 2000 | 2000                                       |                                            | ?                                          | ?                                          |
| 2011 | 2011                                       |                                            | 2.334                                      | 2.334                                      |
| 2022 | 2022                                       |                                            | 2.476                                      | 2.476                                      |
| Datenquelle: Historisches Gemeindeverzeichnis für Hessen: Die Bevölkerung der Gemeinden 1834 bis 1967. Wiesbaden: Hessisches Statistisches Landesamt, 1968. Weitere Quellen: LAGIS; Zensus 2011; Wetteraukreis |                                            |                                            |                                            |                                            |

Konfessionsstatistik
| • 1961: | 1608 evangelische (= 77,20 %), 449 katholische (= 21,56 %) Einwohner |

## Politik
Für Dorheim besteht ein Ortsbezirk (Gebiete der ehemaligen Gemeinde Dorheim) mit Ortsbeirat und Ortsvorsteher nach der Hessischen Gemeindeordnung.
Der Ortsbeirat besteht aus neun Mitgliedern. Bei den Kommunalwahlen in Hessen 2021 betrug die Wahlbeteiligung zum Ortsbeirat 52,19 %. Es wurden gewählt: je vier Mitglieder der CDU und der SPD und ein Mitglied des Bündnis 90/Die Grünen. Der Ortsbeirat wählte Klaus-Dieter Rack (SPD) zum Ortsvorsteher.

## Kultur und Sehenswürdigkeiten

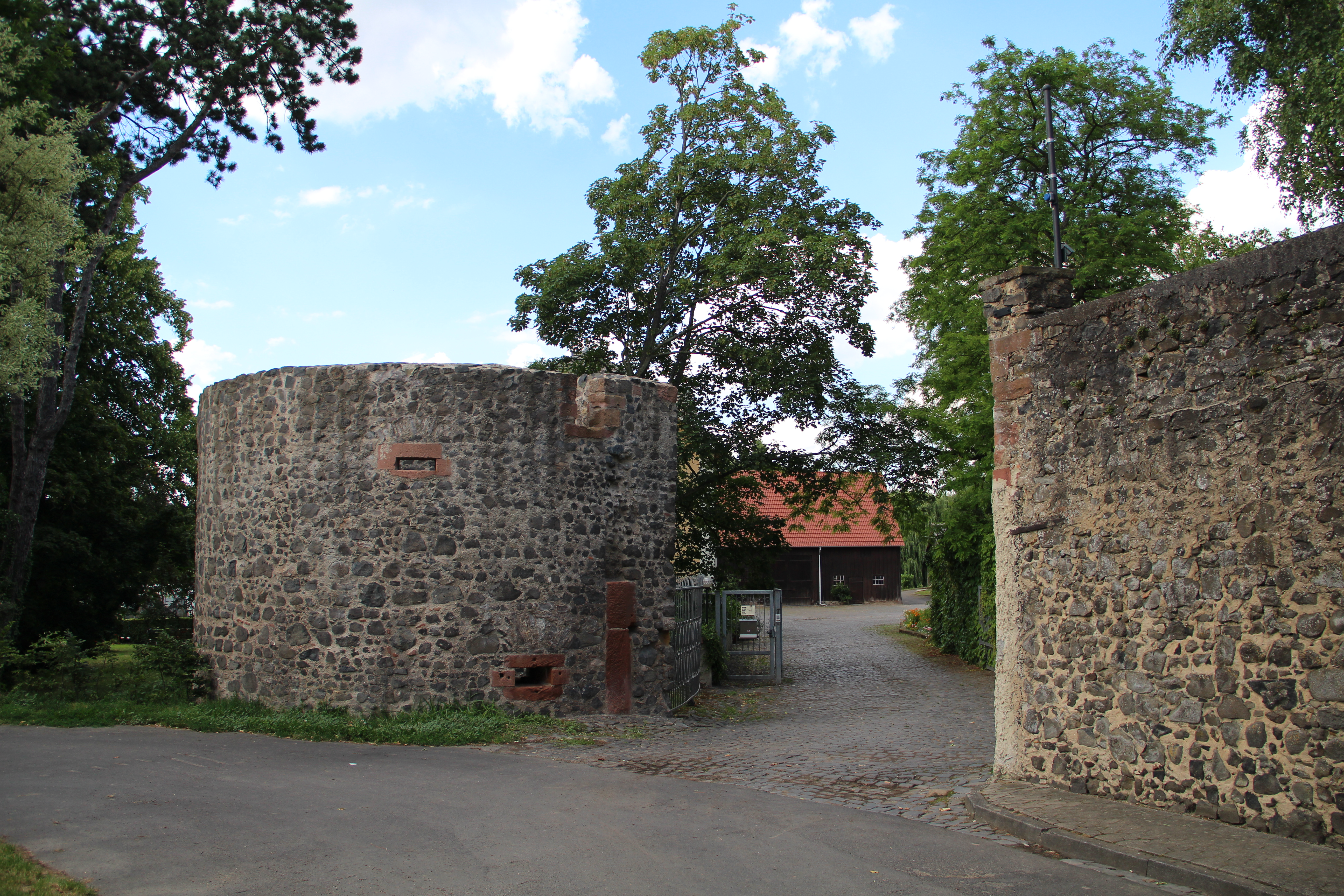
Eingang zur ehemaligen Wasserburg

- Die Johanniskirche wurde in den 1720er Jahren errichtet.
- Am Nordrand des Ortes gibt es das ehemalige Schloss Dorheim an der Stelle einer früheren Wasserburg.[14]
- In Dorheim ist die Apfelsorte 'Dorheimer Streifling' beheimatet. Sie wurde für 2009 zur Hessischen Lokalsorte des Jahres gewählt.
- Viele Vereine fördern den Sport und das kulturelle Leben des Ortes.

## Kulturdenkmäler
Siehe: Liste der Kulturdenkmäler in Dorheim

## Wirtschaft und Infrastruktur

### Bildung
Die Brüder-Grimm-Schule, die sich direkt an der Südseite des Bahnhaltepunktes befindet, bietet den Kindern von Dorheim, Bauernheim und gegebenenfalls auch Friedbergern und Wölfersheimern eine Grundschule. Die Bauernheimer werden mittels einer Busverbindung direkt zur Grundschule gebracht.
Sie wurde am 11. Oktober 1964 als Mittelpunktschule eröffnet. Bis in die 1970er Jahre wurden dort die Kinder bis zum 8. Schuljahr unterrichtet, bevor die Klassen 5 bis 8 an die Schulen Friedbergs und Wölfersheims verlegt wurden, da die Schule von nun an dem Wetteraukreis unterstellt war.
Die 1992 gegründete Sprachheilschule ist eine der wenigen in der Umgebung. Vor ihrer Gründung mussten alle betroffenen Kinder in Einrichtungen nach Frankfurt am Main oder Gießen. Im Gegensatz zur bloßen Grundschule besitzt die Heilschule, eine Abteilung der Schule, einen viel größeren Einzugsbereich, so dass Schüler aus der ganzen Wetterau an dem Programm teilnehmen.

### Verkehr

#### Straße
Im Ort treffen drei verschiedene klassifizierte Straßen aufeinander, die Bundesstraße 455, die Landesstraße 3351 und die Kreisstraße 175. Den öffentlichen Personennahverkehr auf der Straße stellt im Auftrag des Rhein-Main-Verkehrsverbundes (RMV) der Reiseservice Frieda Gass sicher.

#### Schiene
Dorheim verfügt über den eingleisigen Haltepunkt Dorheim (Wetterau) an der Horlofftalbahn genannten Bahnstrecke Friedberg–Mücke. Hier halten die Züge der RMV-Bahnlinie 48 auf dem Weg von Friedberg über Beienheim und Reichelsheim nach Nidda montags bis freitags im Stunden-, teilweise auch im Halbstundentakt. Sonn- und feiertags herrscht von ca. 9 Uhr bis ca. 20 Uhr ein Zweistundentakt. Zur werktäglichen Hauptverkehrszeit kommen einzelne Fahrten der RB 47 von Friedberg nach Wölfersheim-Södel hinzu. Beide Linien werden von der Hessischen Landesbahn GmbH (HLB) betrieben. Der Bahnsteig des Haltepunktes wurde 2011 modernisiert und ist seitdem barrierefrei erreichbar, nur die nach Frankfurt Hbf durchgebundenen Züge bieten aufgrund der eingesetzten Doppelstockwagen keinen barrierefreien Einstieg. Das Empfangsgebäude des Bahnhofs Dorheim steht zudem unter Denkmalschutz. Für den Verkehr hat es heute keine Funktion mehr.
In unmittelbarer Nähe des Haltepunktes befinden sich die Brüder-Grimm-Schule (an der Südseite) sowie das Hotel und Restaurant Dorheimer Hof.

## Persönlichkeiten
- Johannes Hassenpflug (1755–1834), Verwaltungsbeamter; geboren in Dorheim
- Otto Rau von und zu Holzhausen (1813–1866), Gutsbesitzer, Forstwirt und Mitglied der kurhessischen Ständeversammlung; geboren in Dorheim
- Eduard Seitz (1814–1868), Landtagsabgeordneter
- Ferdinand Rau von und zu Holzhausen (1818–1856), Gutsbesitzer und Mitglied der kurhessischen Ständeversammlung
- Julius Deuschle (1828–1861), Historiker; geboren in Dorheim
- Karl Breidenbach (1871–1944), Landtagsabgeordneter
- Werner Cee (* 1953), Hörfunkautor und Komponist; geboren in Dorheim
- René Pollesch (1962–2024), Dramatiker und Regisseur; geboren in Dorheim
- Uwe Bindewald (* 1968), ehemaliger Fußballspieler; geboren in Dorheim